# Melchior Wezel
Melchior Wezel (Suiza, 16 de noviembre de 1903) fue un gimnasta artístico suizo, campeón olímpico en Ámsterdam 1928 en el concurso por equipos.

## Carrera deportiva
En las Olimpiadas de Ámsterdam 1928 gana medalla de oro en el concurso por equipos, por delante de los checoslovacos y yugoslavos, siendo sus compañeros de equipo: August Güttinger, Hermann Hänggi, Eugen Mack, Georges Miez, Otto Pfister, Eduard Steinemann y Hans Grieder.